# Lasionycta unicolor
Lasionycta unicolor är en fjärilsart som beskrevs av Arnold Spuler 1905. Lasionycta unicolor ingår i släktet Lasionycta och familjen nattflyn. Inga underarter finns listade i Catalogue of Life.